# Matisia amplifolia
Matisia amplifolia är en malvaväxtart som beskrevs av Henri François Pittier. Matisia amplifolia ingår i släktet Matisia och familjen malvaväxter. Inga underarter finns listade i Catalogue of Life.